# 李啟明 (1915年)
李启明（1915年9月—2007年12月19日），男，山西神池人，中国共产党及中华人民共和国军事及政治人物。

## 生平
李启明早年曾在山西医学专科学校预科，汾阳军官学校学习。1932年9月加入中国共产党。他曾参加察哈尔民众抗日同盟军。自杨虎城所办的步兵学校结束学习后，于1935年到陕北，此后历任中国工农红军第26军42师3团连长、团参谋长，红军学校大队长等职。1937年起，李启明历任陕甘宁边区保安处秘书、科长、副处长兼延安军分区司令员，陕甘宁边区公安厅副厅长等职。
中华人民共和国成立后，李启明任西北军政委员会公安部副部长、西北公安军副司令员兼政委。1954年8月，李启明任中共陕西省委常委。四个月后，他兼任陕西省副省长、陕西省公安厅厅长等职。1960年11月，进入中共陕西省委书记处。1963年3月，任陕西省人民委员会代省长；同年12月，正式当选陕西省省长。期间，他曾兼任陕西省体育委员会主任，陕西省人民委员会编委主任，中共陕西省委监察委员会书记等职。
文化大革命开始后，李启明遭到迫害，1977年才恢复工作。此后他被调往云南省，历任云南省革命委员会副主任，中共云南省委常务书记、中共云南省纪委第一书记，中共云南省委第二书记、云南省政协主席，中共云南省顾问委员会主任等职务。中共第十二届五中全会上，他被增补为中央顾问委员会委员。1987年，他连任第十三届中顾委委员。他是中共第十一、十二届中央委员会委员。
2007年12月19日，李启明在北京病逝，享年92岁。